# Новосергеевка (38621418101)
Новосергеевка — деревня в Курчатовском районе Курской области. Административный центр Колпаковского сельсовета.

## География
Деревня находится на реке Ралутин, в 52 километрах к юго-западу от Курска, в 19,5 километрах к юго-западу от районного центра — города Курчатов.

### Климат
В деревне Новосергеевка умеренный (влажный) континентальный климат без сухого сезона с тёплым летом (Dfb в классификации Кёппена).
| Показатель                                                                   | Янв. | Фев. | Март | Апр. | Май  | Июнь | Июль | Авг. | Сен. | Окт. | Нояб. | Дек. | Год  |
| ---------------------------------------------------------------------------- | ---- | ---- | ---- | ---- | ---- | ---- | ---- | ---- | ---- | ---- | ----- | ---- | ---- |
| Средний суточный максимум, °C                                                | −3,9 | −2,8 | 3,1  | 13,2 | 19,4 | 22,7 | 25,3 | 24,6 | 18,3 | 10,7 | 3,6   | −1   | 11,1 |
| Средняя температура, °C                                                      | −5,9 | −5,4 | −0,5 | 8,4  | 14,8 | 18,4 | 20,9 | 20   | 14,1 | 7,4  | 1,4   | −2,9 | 7,6  |
| Средний суточный минимум, °C                                                 | −8,4 | −8,5 | −4,6 | 2,8  | 9,2  | 13,1 | 15,9 | 14,9 | 9,8  | 4    | −1    | −5,1 | 3,5  |
| Норма осадков, мм                                                            | 51   | 44   | 48   | 50   | 63   | 70   | 74   | 54   | 57   | 57   | 47    | 49   | 664  |
| Источник: Погода по месяцам c ru.climate-data.org(дата обращения: Июнь 2021) |      |      |      |      |      |      |      |      |      |      |       |      |      |

## Население
| 2002 | 2010 |
| ---- | ---- |
| 368  | ↘263 |

## Инфраструктура
Ново-Сергеевская средняя общеобразовательная школа имени Е. А. Грунской. Магазин продуктов. Администрация сельского поселения. Личное подсобное хозяйство. На 4 июня 2021 года 93 дома.

## Транспорт
Новосергеевка находится в 35,5 км от федеральной автодороги М2 «Крым», в 13 км от автодороги регионального значения 38К-017 (Курск — Льгов — Рыльск — граница с Украиной), в 13 км от автодороги 38К-010 (M2 — Иванино), в 8,5 км от автодороги 38К-004 (Дьяконово — Суджа — граница с Украиной), на автодороге межмуниципального значения 38Н-086 (38К-004 — Любимовка — Имени Карла Либкнехта), в 0,5 км от автодороги 38Н-090 (38Н-086 — Колпаково — Иванино), в 13,5 км от ближайшего ж/д остановочного пункта 412 км (линия Льгов I — Курск). Остановка общественного транспорта.
В 124 км от аэропорта имени В. Г. Шухова (недалеко от Белгорода).

## Достопримечательности
- Часовня, памятный крест
- Памятник, мемориал